# الوديعة (فلم)
الوديعة هو فيلم مصري عرض عام 1965، بطولة هند رستم وكمال الشناوي وناهد شريف وعماد حمدي، ومن تأليف وإخراج حسين حلمي المهندس.

## قصة الفيلم
فتاتان تتسليان في إحدى الحدائق، تصدمهما سيارة، مما يؤثر على كل منهما بعاهة، الأولى نهى الأخت الكبرى التي تصبح قعيدة فوق مقعد متحرك والثانية سمر مصابة بعقدة نفسية، تحب نهى القراءة، وتعجب بالصحفي الشاب حمدي حسن الذي يساعده المصور الصحفي نبيل، يتسم حمدى بجدية في مقالاته، تتحدث إليه نهى هاتفيًا تحدثه على مقالاته، وتسمي نفسها صدفة، وتعطيه رقمها، ويبدأ حمدي في الإحساس بمعنى الحياة، ويطلب من صدفة النصائح، فيلمع اسمه أكثر، ومن خلال المصور يعرف أن صدفة هو اسم الأخت سمر، ومن هنا يأتي الالتباس، يقدم حمدي نفسه للأم عزيزة لطلب يد سمر، وتعرف منها أن حبيبها يود الزواج من أختها فتضحي من أجلها، لكن رؤوف الخال ينصح أخته بأن ترفض هذا الزواج، لأن سمر مصابة بعقدة نفسية، لكن الأم لا تود تحطيم قلب ابنتها ويتم الزواج بين حمدي وسمر، يكتشف حمدي وجود نهى في الدار ويقترب منها، أما سمر فإنها تصبح حاملاً من حمدي، يكتشف حمدي إصابة سمر بالقلب والتي عانت في عملية الوضع، حتى وضعت ابنة جميلة، ولكن قلبها لم يتحمل، فأسلمت الروح بعد أن أوصت حمدى بأن يعهد بابنتهما لنهى كوديعة لتربيها، وتزوج حمدي من نهى، ليتفرغ كل منهما لكتابة قصص وروايات، وبينهما سمر الصغيرة.

## طاقم التمثيل
- هند رستم: (نهى وجيه المصرى)
- كمال الشناوي: (حمدي حسن)
- ناهد شريف: (سمر وجيه المصرى)
- عماد حمدي: (المهندس رؤوف)
- أمينة رزق: (عزيزة - الأم)
- أبو بكر عزت: (نبيل عبد السلام)
- أحمد لوكسر: (عزت)
- كوثر العسال: (شلبية)
- ميمي جمال: (سوسن الراقصة)
- عباس رحمي: (الدكتور زكريا ثابت)
- إسكندر منسي: (رئيس تحرير المجلة)
- سامي واصف
- نوال فهمي

## فريق العمل
- إخراج: حسين حلمي المهندس
- تأليف: حسين حلمي المهندس
- مدير التصوير: كليليو
- مونتاج: فكري رستم
- موسيقى تصويرية: فؤاد الظاهري
- إنتاج: أفلام عبد القادر الشناوي
- توزيع: الشركة العامة لتوزيع وعرض الأفلام السينمائية